# 부동시
부동시(不同視, 영어: anisometropia)는 두 눈의 굴절력이 동등하지 않은 상태를 말한다. 부등시(不等視), 짝눈(문화어: 짝시)이라고도 한다. 각 눈은 근시이거나 원시이거나 그 둘의 조합일 수도 있는데 이를 이종부동시(antimetropia), 이종굴절부등, 좌우 이종 부동시, 또는 좌우이종굴절로 부른다. 일반적으로 두 눈의 굴절도 차이가 2디옵터 이상인 경우를 부동시라고 부른다.
특정한 종류의 부동시에서, 뇌의 시각 피질은 두 눈을 함께 사용하지 않으며(양안시), 두 눈 중 하나의 중심 시야를 억제하게 된다. 시각 피질이 발달하는 시기인 처음 10년 동안에 이러한 일이 자주 일어난다면, 약시를 야기할 수 있는데 이 상황에서는 굴절 이상을 올바르게 교정하더라도 1.0 시력으로 교정되지 않을 수 있다.
6세부터 18세 대상 중 약 6%가 부동시를 겪고있다.

## 치료

### 안경 교정
부동시 정도가 큰 환자들에게는 두통이나 안정 피로로 인해 안경으로 치료받는 것이 어려울 수 있다. 그러나 일찍 치료를 받을수록 안경에 순응해지기 용이해진다.
(실린더 없는) 부등상 렌즈 공식은 다음과 같다:
{\displaystyle {\textrm {Magnification}}={\frac {1}{(1-({\frac {t}{n}})P)}}\cdot {\frac {1}{(1-hF)}}}
여기에서
- t = 중심 두께 (미터)
- n = 굴절률
- P = 전면 굴곡 상태(front base curve)
- h = 정점간 거리(vertex distance, 미터)
- F = 후면 정점 간 굴절력 (back vertex power, 특히 렌즈 처방 시)

### 콘택트 렌즈
부등상 교정이 필요한 환자들에게 일반적으로 권고되는 방안으로는 콘택트 렌즈를 착용하는 것이다. 이를 통해 시각차가 제거됨으로써 양안의 상 크기 차이가 눈에 띄지 않게 된다.

### 시력교정술
시력교정술은 콘택트 렌즈와 영향도는 비슷하다. 부동시로 인해 약시를 겪는 53명의 어린이들에게 수행한 결과에 따르면 필요 시 사시 수술을 동반한 시력교정술을 받았을 때 해당 어린이들 중 많은 수가, 심지어는 입체시를 겪는 어린이들도 시력 개선을 경험하였다.

## 같이 보기
- 약시